# Шекетино Брдо
Шекетино Брдо је насељено место у саставу града Дуге Ресе у Карловачкој жупанији, Република Хрватска.

## Историја
До територијалне реорганизације у Хрватској налазило се у саставу старе општине Дуга Реса.

## Становништво
На попису становништва 2011. године, Шекетино Брдо је имало 181 становника.

## Попис1991.
На попису становништва 1991. године, насељено место Шекетино Брдо је имало 218 становника, следећег националног састава:
| Попис 1991.‍  | Попис 1991.‍  | Попис 1991.‍ | Попис 1991.‍ | Попис 1991.‍ |
| ------------ | ------------ | ----------- | ----------- | ----------- |
|              |              |             |             |             |
| Хрвати       | Хрвати       |             | 188         | 86,23%      |
| Срби         | Срби         |             | 8           | 3,66%       |
| Словенци     | Словенци     |             | 2           | 0,91%       |
| Југословени  | Југословени  |             | 1           | 0,45%       |
| неопредељени | неопредељени |             | 1           | 0,45%       |
| непознато    | непознато    |             | 18          | 8,25%       |
| укупно: 218  |              |             |             |             |